# Esmolol
Esmolol ist ein Arzneistoff aus der Gruppe der Sympatholytika, der als kurzwirksamer kardioselektiver β1-Blocker verwendet wird. Die Substanz wurde als Softdrug ausgehend von Practolol entwickelt, wobei die Amidfunktion mit einem Ester als Bioisoster ausgetauscht wurde.

## Pharmakologie
Seine Halbwertszeit beträgt etwa neun Minuten, da Esmolol im Gegensatz zu anderen Betablockern nicht organgebunden abgebaut wird, sondern die Elimination über Esterasen-Hydrolasen stattfindet. Aus diesem Grund muss Esmolol gegebenenfalls kontinuierlich intravenös zugeführt werden.
Die Wirkungen und Nebenwirkungen entsprechen denen der Betablocker. In der Medizin wird Esmolol wegen der kurzen Wirkzeit hauptsächlich zu diagnostischen Zwecken und in der Notfallmedizin verwendet. Hier findet es mit einer initialen Dosierung von 0,5 bis 1,5 mg/kg über eine Minute Anwendung bei supraventrikulären paroxysmalen Tachykardien, therapiebedürftigen nicht-kompensatorischen Sinustachykardien und dem Hyperkinetischen Herzsyndrom. Herzkreislaufstabile und chronisch kranke Patienten erhalten langwirksame Betablocker in Tablettenform.

## Stereoisomerie
Esmolol ist ein chiraler Arzneistoff mit einem Stereozentrum. Das wirksame Isomer (Eutomer) ist das (S)-Esmolol. Esmolol wird als Racemat, also als 1:1-Mischung der (S)-Form und (R)-Form, verwendet.

## Synthese
Die Synthese von racemischen Esmolol geht vom 3-(4-Hydroxyphenyl)-propionsäuremethylester aus, welches im ersten Schritt in Gegenwart von Kaliumcarbonat mit Epichlorhydrin verethert wird. Im zweiten Schritt wird an die Epoxidfunktion der Zwischenverbindung Isopropylamin addiert.

## Handelsnamen
Monopräparate
Brevibloc (D, A, CH), Esmolol Amomed (A), Esmocard (D), Esmolol Orpha (CH)